# Mambas Noirs FC
Mambas Noirs Football Club w skrócie Mambas Noirs FC – beniński klub piłkarski, grający niegdyś w pierwszej lidze benińskiej, mający siedzibę  w mieście Kotonu. W latach 1992–2006 grał pod nazwą Donjo FC.

## Występy w afrykańskich pucharach
| Sezon | Rozgrywki     | Runda   | Kraj    | Klub             | Dom | Wyjazd | Dwumecz |
| ----- | ------------- | ------- | ------- | ---------------- | --- | ------ | ------- |
| 2005  | Liga Mistrzów | wstępna | Kamerun | Racing Bafoussam | 0–2 | 0–1    | 0–3     |

## Stadion
Domowe mecze klub rozgrywa na stadionie o nazwie Stade Gbegamey w Kotonu. Stadion może pomieścić 5000 widzów.

## Reprezentanci kraju grający w klubie
Stan na czerwiec 2023.
| - Ludovic Alla - Mohamed Aoudou | - Léon Bessan - Marius Oké |